# El fin de ETA
El fin de ETA es una película documental española dirigida por Justin Webster y estrenada en 2017. El eje principal son las conversaciones que tuvieron el entonces presidente del Partido Socialista de Euskadi, Jesús Eguiguren, y el líder de Batasuna, Arnaldo Otegi, en el caserío Txillarre, de Elgóibar (Guipúzcoa), entre 2001 y 2006. Además, describe el posterior proceso de diálogo entre el Gobierno de España y Euskadi Ta Askatasuna (ETA): los encuentros entre Josu Urrutikoetxea y Eguiguren en Suiza; los viajes a Suiza y Noruega; las conversaciones con miembros de la izquierda abertzale y, algunas veces, con la participación del PNV. También se explica  cómo la llegada a ETA de una nueva dirección militar, con Francisco Javier López Peña al frente, que encarna el ala más dura de la banda terrorista, está a punto de acabar con todo lo que se había adelantado.

## Argumento
El documental arranca con las conversaciones que Jesús Eguiguren y Arnaldo Otegi mantuvieron en el caserío Txillarre desde 2001, cuando la actividad de ETA era muy importante, ya que solo en el año 2000 ETA asesinó a 25 personas. 
Estas primeras conversaciones exploratorias, se convirtieron en algo más cuando José Luis Rodríguez Zapatero ganó las elecciones generales de 2004. Desde ese momento, los encuentros recibieron un gran impulso bajo la dirección del que fue, en el Gobierno de Zapatero, ministro de Interior y vicepresidente, Alfredo Pérez Rubalcaba. Las primeras negociaciones tuvieron lugar en Suiza, gracias a la mediación del Centro Henry Dunant, cuya sede se encuentra en Ginebra.  
Se cuentan las distintas fases que se alternaron en las conversaciones, positivas y negativas, tanto en Suiza como en Noruega. Al mismo tiempo, se narran las conversaciones con la izquierda abertzale y, en ocasiones, con la participación de Josu Jon Imaz e Iñigo Urkullu por parte del Partido Nacionalista Vasco (PNV). Además, en el documental se muestra que la oposición del Partido Popular fue muy crítica con esos encuentros.
Con la llegada a ETA de una nueva dirección militar al mando de Francisco Javier López Peña, Thierry, que representaba el ala más dura de la banda, el proceso negociador se ve en peligro. Sumado a eso, el atentado de la T-4 en el aeropuerto de Madrid-Barajas de 2006, obliga al Gobierno a replantearse el proceso. Por lo tanto, se rompen las negociaciones. A pesar de ello, intervienen mediadores internacional y el Henry Dunant y cuando se recompone la situación vuelve a haber conversaciones entre los protagonistas, con el apoyo del PNV. Es la declaración en el Palacio de Ayete en San Sebastián de un grupo de reconocidos políticos mundiales, como Kofi Annan o Gerry Adams, lo que empuja a ETA a emitir un comunicado el 20 de octubre de 2011 en el que anuncia el cese definitivo de su actividad armada. Desde ese momento ETA no volvió a matar. 
A lo largo del documental aparecen muchos de los protagonistas de aquel momento. Dos parejas que reflejan las dificultades que aún persisten en la convivencia de agresores y víctimas en el País Vasco. Se muestra una víctima del terrorismo que exige más a los terroristas y a un expreso que no acepta que la lucha de ETA no sirviese para nada. Por otro lado, un expreso arrepentido y una víctima apuestan por una solución que ponga fin al dolor aunque haya que atravesar dificultades. Son los testimonios directos recogidos en entrevistas de los principales protagonistas los que vertebran el relato.

## Estreno
La película se estrenó en España el 27 de enero de 2017.

## Recepción
Carlos Boyero, crítico de cine en el periódico El País, calificó el documental de tremendo relato y deseó que se distribuyera comercialmente en las salas de cine así como en televisión. Calificó el guion de muy documentado y elogió a sus autores, Luis Rodríguez Aizpeolea y José María Izquierdo como "periodistas de raza que siempre saben de lo que están hablando".
Por su parte, José Mari Alonso, en el periódico El Confidencial, dijo que en lo estrictamente histórico el documental de Justin Webster no aporta apenas nada nuevo. En su opinión pretende reivindicar la valentía del Gobierno de José Luis Rodríguez Zapatero al llevar a cabo este proceso, remarcando que tuvo un gran rechazo por parte del Partido Popular y de las víctimas del terrorismo. Además criticó que el estreno se produjera a pocos días de las elecciones al Parlamento Vasco de 2016 y que Alfredo Pérez Rubalcaba lleve el peso de la historia. En su opinión es un "vehículo para su lucimiento personal", contraponiéndolo al papel del que fue ministro de Interior en el Gobierno de José María Aznar, Jaime Mayor Oreja, que no se atrevió a llevar a cabo un proceso similar. De la misma forma, pone de manifiesto que Jesús Eguiguren defiende a Arnaldo Otegi en el documental aun cuando este se niega a condenar la violencia de ETA.
El País dio cuatro estrellas y media al documental y El Confidencial le dio tres, ambas sobre cinco, en Sensacine.

## Premios
El fin de ETA contó con siete nominaciones en la 31 edición de los Premios Goya, en el año 2017: mejor película (Quality Media Producciones, S.L.), mejor dirección (Justin Webster), mejor guion adaptado (José María Izquierdo y Luis R. Aizpeolea), mejor dirección de producción (Gustavo Jaén García), mejor dirección de fotografía (Kim Hattesen), mejor montaje (Marc Martí) y mejor película documental (Quality Media Producciones, S.L). También en 2017 recibió el premio a mejor documental en el Festival de Cine Español de Marsella, Horizons 2017 y en el Festival de Nantes.

## Producción
La producción estuvo en manos de Javier Reyes Cabello y la empresa productora fue Quality Media Producciones. El guion fue obra de José María Izquierdo y Luis Aizpeolea, el encargado de ponerle música fue Lalo Basterretexa, al cargo de la fotografía estuvo Kim Hattsesen, y del montaje Mac Martí. En el documental aparecen algunos de los protagonistas de la historia, tales como Alfredo Pérez Rubalcaba, Jesús Eguiguren, Arnaldo Otegi, Ibon Etxerrate, Maixabel Lasa, Iñigo Urkullo o José Antonio Ardanza.